# Nicolas Villeroy

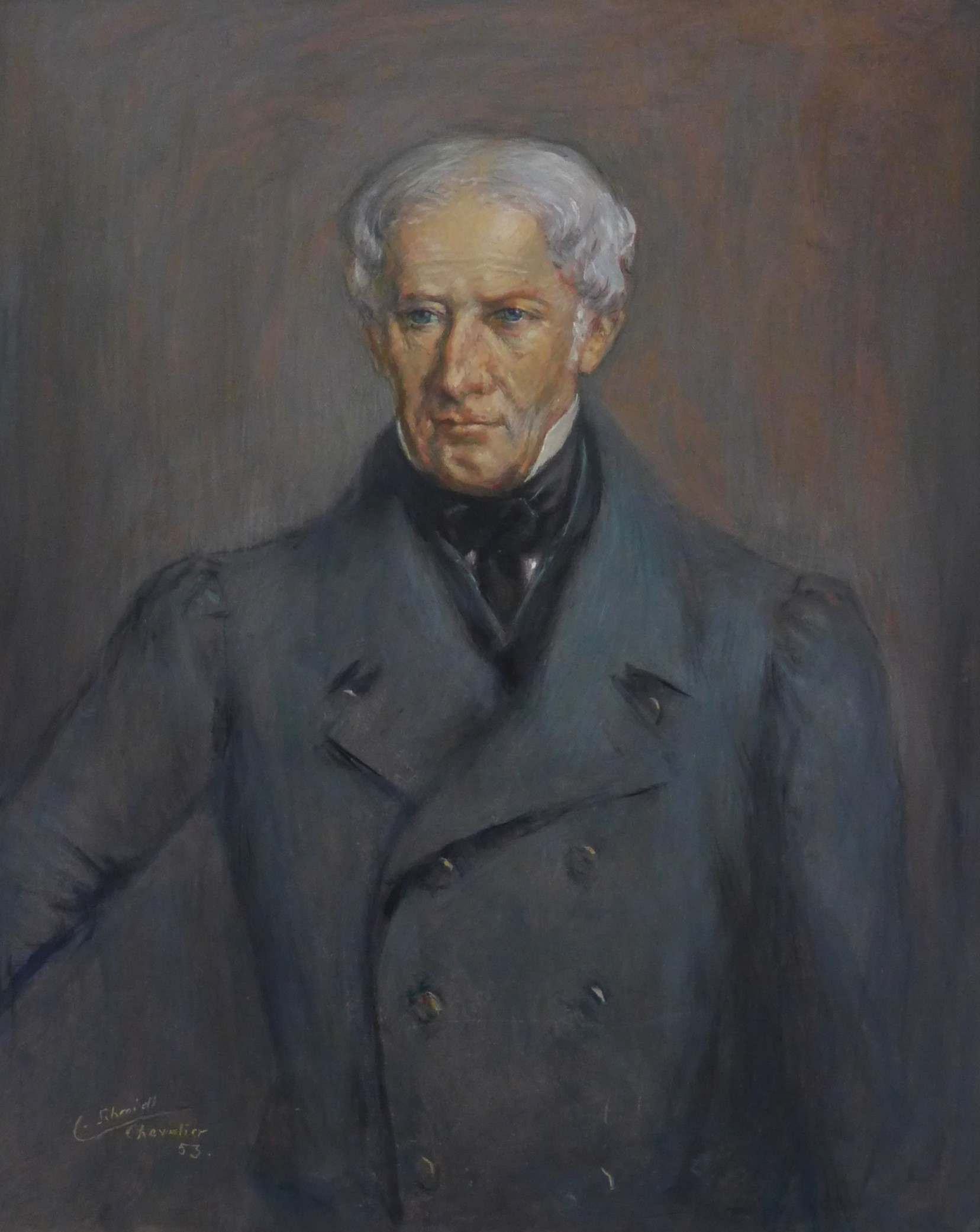
Nicolas Villeroy

Nicolas Villeroy (* 14. Mai 1759 in Metz; † 28. Dezember 1843) wurde als das jüngste von sieben Kindern des Ehepaares Claude Villeroy und Catherine Drouot geboren. In Traben-Trarbach an der Mosel absolvierte er eine kaufmännische Ausbildung auf dem Weingut von Richard Böcking, dessen Tochter Thérèse-Sophie er 1786 heiratete. Ab 1784 arbeitete er als Vertriebsleiter der Salinenverwaltung von Saint-Avold. Dort lernte er den 23 Jahre jüngeren Jean-François Boch kennen, mit dem er im Jahre 1836 die heute international bekannte Keramikfirma Villeroy & Boch gründete.

## Fabrik in Frauenberg
Jean Thibault hatte sich 1785 als Steingutfabrikant in Frauenberg bei Saargemünd selbstständig gemacht. Vier Jahre später konnte er Nicolas Villeroy davon überzeugen, bei ihm als Teilhaber der „fabrique de faience en cailloutage imitant la porcelaine“ in Frauenberg einzusteigen. Auch ein gewisser Kayser war an der Faiencerie beteiligt.

## Umzug nach Vaudrevange
1791 verlegte er die Steingutmanufaktur nach Wallerfangen, das zu dieser Zeit ein kleines Bauerndorf mit 580 Einwohnern war. Er entschied sich zum einen wegen des Wasserweges der Saar und vor allem wegen des Kohlebergbaus im Saargebiet für diesen Standort.
Anfangs konnte Villeroy nicht genug Mitarbeiter finden, weshalb er die ersten Arbeiter aus Frauenberg mitbrachte. Die technische Leitung legte er anfangs in die Hände eines versierten Mitarbeiters aus Frauenberg.
Am 15. Mai 1797 kaufte Nicolas Villeroy ihnen die Anteile ab. Für den Zeitraum 1800–1801 wird Villeroy als alleiniger Besitzer der Manufaktur erwähnt.
Um den Holzverbrauch zu drosseln und damit den Preis seiner Produkte niedrig zu halten, entschied sich Villeroy für den neuen Brennstoff Steinkohle.
1798 erwarb er dann Förderkonzessionen für eine nahegelegene Kohlengrube Hostenbach/Saar, deren Verwaltung er seinem Bruder Pierre Villeroy anvertraute. Zwar gelang es ihm nicht, die Schwierigkeiten der Kohlefeuerung wie sein Konkurrent Jean-François Boch in den Griff zu bekommen, doch brannte er im Jahr 1800 bereits mit zwei Kohlenöfen. Das zweite Feld, auf dem er wie Francois Boch experimentierte, war der Dekordruck.
Um 1815 engagierte er dafür spezielle Fachleute, die damals noch überwiegend aus England kamen. Seine ersten britischen Gastarbeiter – einige davon sogar aus der Porzellanstadt Stoke-on-Trent – rekrutierte er aus einem Kriegsgefangenenlager im nahen Saarlouis.
Noch viele Jahre später war der englische Einfluss in Wallerfangen erheblich. Nicolas Villeroy reiste in den darauf folgenden Jahren oft nach England, um sich mit den dortigen Produktionsverfahren vertraut zu machen.

## Französische Revolution und Napoleonische Kriege
In den Jahren der Französischen Revolution, die zugleich die Anfangsjahre der Fabrik waren, stiegen Produktion und Belegschaft zwar stetig an, jedoch bemerkte Nicolas Villeroy in seinen Notizen, die Manufaktur habe erst im neunten Jahr seiner Verantwortung Gewinn erwirtschaftet. Nicolas Villeroy erwarb zusätzlich Teile der ehemaligen Prämonstratenser-Abtei Abtei Wadgassen. Die dort befindliche Mühle ließ er für die Rohstoffaufbereitung umbauen. Einen neuen Rückschlag brachten die Napoleonischen Kriege. Erst nach 1815, dem Jahr der endgültigen Niederlage Napoleon Bonapartes, konnte sich die Manufaktur wieder entfalten.
Am 1. Januar 1816 vertraute Nicolas Villeroy die Führung der Firma seinen vier Kindern an. Er behielt sich aber vor, den Anteil seiner blinden Tochter Caroline zu verwalten. Als diese 1819 starb, war er auch formell wieder zu einem Viertel Miteigentümer. Das Werk firmierte weiterhin unter Nicolas Villeroy, bis schließlich am 14. April 1836 in der Saarmühle in Fremersdorf der Fusionsvertrag zwischen Villeroy und Jean-François Boch geschlossen wurde.
Nicolas Villeroy starb 1843.